# Gerben Kuypers
Gerben Kuypers (* 1. Februar 2000 in Veurne) ist ein belgischer Radrennfahrer, der auf der Straße und im Cyclocross aktiv ist.

## Sportlicher Werdegang
Seine Karriere im Radsport startete Kuypers im Cyclocross. Seine ersten Siege in der Elite erzielte er zu Beginn der Cyclocross-Saison 2022/23, als er fünf der sechs Läufe zum französischen Pokal gewann und sich damit auch die Gesamtwertung sicherte. Zum Abschluss der Saison erreichte er bei den Cyclocross-Weltmeisterschaften 2023 als Sechster eine Spitzenplatzierung.
Nach der Cyclocross-Saison 2022/23 wandte sich Kuypers 2023 vermehrt dem Straßenradsport zu und wurde Mitglied im Development Team Circus-Re Uz-Technord. International erzielte er den elften Platz bei Rund um Köln, auf nationaler Ebene konnte er Etappenerfolge bei der Province Cycling Tour und der Tour de Namur erringen. In der folgenden Cyclocross-Saison startete er für das Cyclocross-Team von Intermarche Wanty und begann mit zwei Siegen. Als Vierter beim Weltcuprennen in Troyes erzielte er die bisher beste Weltcupplatzierung seiner Karriere, musste die Saison jedoch aus gesundheitlichen Gründen vorzeitig abbrechen. Im April 2024 wechselte Kuypers in das UCI WorldTeam von Intermarché-Wanty. Die Cyclocross-Saison 2024/2025 war für ihn nach einem Sturz beim Citadelcross in Namur beendet, bei dem er sich das Schlüsselbein brach.

## Erfolge

### Cyclocross
2022/2023
- Robotland Cyclo-Cross Essen
- 1. und 2. Lauf GP Nommay (Coupe de France)
- 1. und 2. Lauf Coupe de France Camors
- 1. Lauf Coupe de France Troyes
- Gesamtwertung Coupe de France

2023/2024
- Kermiscross
- GP Oisterwijk